# Harpagifer macquariensis
Harpagifer macquariensis — вид окунеподібних риб родини Harpagiferidae. Морський демерсальний вид, що трапляється на півдні Тихого океану біля острова Маккуорі.